# Szelénsav
| szelénsav |                                         |
| szelénsav |                                         |
| szelénsav |                                         |
| IUPAC-név | szelén(VI)-sav                          |
| Más nevek | szelénsav                               |
| Kémiai azonosítók                                                                                               |                                         |
| CAS-szám | 7783-08-6                               |
| PubChem | 1089                                    |
| ChemSpider | 1058                                    |
| EINECS-szám | 231-979-4                               |
| DrugBank | DB11068                                 |
| KEGG | C05697                                  |
| ChEBI | 18170                                   |
| RTECS szám | VS6575000                               |
| SMILES | OSe(O)(=O)O                             |
| InChIKey | QYHFIVBSNOWOCQ-UHFFFAOYSA-N             |
| UNII | HV0Y51NC4J                              |
| ChEMBL | CHEMBL2097002                           |
| Kémiai és fizikai tulajdonságok                                                                                 |                                         |
| Kémiai képlet                                                                                                   | H2SeO4                                  |
| Moláris tömeg                                                                                                   | 144,9734 g/mol                          |
| Megjelenés | Színtelen, nedvszívó kristályok         |
| Sűrűség | 2,95 g/cm³, szilárd                     |
| Olvadáspont | 58 °C (331 K)                           |
| Forráspont | 260 °C (533 K) (bomlik)                 |
| Oldhatóság (vízben)                                                                                             | 130 g/100 ml (30 °C)                    |
| Savasság (pKa)                                                                                                  | A H2SO4-éhoz hasonló                    |
| Törésmutató (nD)                                                                                                | 1,5174 (D-vonal, 20 °C)                 |
| Kristályszerkezet                                                                                               |                                         |
| Molekulaforma                                                                                                   | Tetraéderes                             |
| Veszélyek |                                         |
| EU osztályozás                                                                                                  | Mérgező (T) Veszélyes a környezetre (N) |
| Főbb veszélyek                                                                                                  | Maró, mérgező                           |
| NFPA 704 | 0 3 2 OX                                |
| R mondatok | R23/25, R33, R50/53                     |
| S mondatok | (S1/2), S20/21, S28, S45, S60, S61      |
| Rokon vegyületek                                                                                                |                                         |
| Azonos kation                                                                                                   | szelenát                                |
| Azonos anion | szelenilion, SeO2+2                     |
| Rokon vegyületek                                                                                                | Kénsav Szelén-dioxid                    |
| Ha másként nem jelöljük, az adatok az anyag standardállapotára (100 kPa) és 25 °C-os hőmérsékletre vonatkoznak. |                                         |

A szelénsav a szelén egyik oxosava.

## Tulajdonságai
Színtelen kristályos vegyület (op. 60 °C), tulajdonságaiban rokonságot mutat a kénsavval, higroszkópos, a kénsavnál erélyesebb oxidálószer, erős sav, de a kénsavnál gyengébb. Oxidáló hatásából adódóan a tömény, forró sav még az aranyat is feloldja.
2 Au + 6 H2SeO4 = Au2(SeO4)3 + 3 H2SeO3 + 3H2O